# Record tedeschi del nuoto
I record tedeschi del nuoto sono i tempi più veloci mai nuotati in una competizione, da un nuotatore rappresentante la Germania.
(Dati aggiornati al 30 giugno 2025)

## Vasca lunga (50m)

### Uomini
| Gara                     | Tempo    | +               | Atleta                                                                                          | Data           | Evento              | Luogo                | Ref    |
| ------------------------ | -------- | --------------- | ----------------------------------------------------------------------------------------------- | -------------- | ------------------- | -------------------- | ------ |
| Stile libero             |          |                 |                                                                                                 |                |                     |                      |        |
| 50 m                     | 21"81    | b               | Damian Wierling                                                                                 | 8 maggio 2016  | Campionati tedeschi | Berlino, Germania    | [ 1 ]  |
| 100 m                    | 47"80    |                 | Josha Salchow                                                                                   | 31 luglio 2024 | Giochi olimpici     | Parigi, Francia      | ,      |
| 200 m                    | 1'42"00  | Record mondiale | Paul Biedermann                                                                                 | 28 luglio 2009 | Campionati mondiali | Roma, Italia         | [ 4 ]  |
| 400 m                    | 3'39"96  | Record mondiale | Lukas Märtens                                                                                   | 12 Aprile 2025 | Open di Stoccolma   | Stoccolma, Svezia    |        |
| 800 m                    | 7'38"12  | Record europeo  | Sven Schwarz                                                                                    | 2 maggio 2025  | Campionati tedeschi | Berlino, Germania    |        |
| 1500 m                   | 14'34"89 |                 | Florian Wellbrock                                                                               | 21 aprile 2023 | Open di Berlino     | Berlino, Germania    | [ 5 ]  |
| Dorso                    |          |                 |                                                                                                 |                |                     |                      |        |
| 50 m                     | 24"57    |                 | Ole Braunschweig                                                                                | 21 aprile 2023 | Open di Berlino     | Berlino, Germania    | [ 6 ]  |
| 100 m                    | 52"27    | s               | Helge Meeuw                                                                                     | 2 agosto 2009  | Campionati mondiali | Roma, Italia         | [ 7 ]  |
| 200 m                    | 1'55"87  |                 | Jan-Philip Glania                                                                               | 12 maggio 2012 | Campionati tedeschi | Berlino, Germania    | [ 8 ]  |
| Rana                     |          |                 |                                                                                                 |                |                     |                      |        |
| 50 m                     | 26"62    |                 | Melvin Imoudu                                                                                   | 27 aprile 2024 | Open di Berlino     | Berlino, Germania    | [ 9 ]  |
| 100 m                    | 58"74    | b               | Lucas Matzerath                                                                                 | 23 luglio 2023 | Campionati mondiali | Fukuoka, Giappone    | [ 10 ] |
| 200 m                    | 2'07"47  |                 | Marco Koch                                                                                      | 21 agosto 2014 | Campionati europei  | Berlino, Germania    | [ 11 ] |
| Farfalla                 |          |                 |                                                                                                 |                |                     |                      |        |
| 50 m                     | 22"84    |                 | Luca Armbruster                                                                                 | 28 luglio 2025 | Campionati mondiali | Singapore, Singapore |        |
| 100 m                    | 51"19    |                 | Steffen Deibler                                                                                 | 28 aprile 2013 | Campionati tedeschi | Berlino, Germania    | [ 12 ] |
| 200 m                    | 1'55"04  |                 | David Thomasberger                                                                              | 3 aprile 2021  | Meeting olimpico    | Heidelberg, Germania |        |
| Misti                    |          |                 |                                                                                                 |                |                     |                      |        |
| 200 m                    | 1'55"76  |                 | Philip Heintz                                                                                   | 16 giugno 2017 | Campionati tedeschi | Berlino, Germania    | [ 13 ] |
| 400 m                    | 4'11"52  | b               | Cedric Büssing                                                                                  | 28 luglio 2024 | Giochi Olimpici     | Parigi, Francia      |        |
| Staffette a stile libero |          |                 |                                                                                                 |                |                     |                      |        |
| 4x100 m                  | 3'12"29  |                 | Josha Salchow (48"28) Rafael Miroslaw (47"66) Luca Nik Armbruster (48"43) Peter Varjási (47"92) | 27 luglio 2024 | Giochi olimpici     | Parigi, Francia      | [ 14 ] |
| 4x200 m                  | 7'03"19  |                 | Paul Biedermann (1'42"81) Felix Wolf (1'47"65) Yannick Lebherz (1'47"31) Clemens Rapp (1'45"42) | 31 luglio 2009 | Campionati mondiali | Roma, Italia         | [ 15 ] |
| Staffetta mista          |          |                 |                                                                                                 |                |                     |                      |        |
| 4x100 m                  | 3'28"58  |                 | Helge Meeuw (52"27) Hendrik Feldwehr (58"51) Benjamin Starke (50"91) Paul Biedermann (46"89)    | 2 agosto 2009  | Campionati mondiali | Roma, Italia         | [ 7 ]  |

Legenda:  - Record del mondo;  - Record europeo;

Record non ottenuti in finale: (b) - batteria; (sf) - semifinale; (s) - staffetta prima frazione.

### Donne
| Gara                     | Tempo    | +  | Atleta                                                                                              | Data             | Evento              | Luogo                    | Ref    |
| ------------------------ | -------- | -- | --------------------------------------------------------------------------------------------------- | ---------------- | ------------------- | ------------------------ | ------ |
| Stile libero             |          |    | |                  |                     |                          |        |
| 50 m                     | 23"73    |    | Britta Steffen                                                                                      | 2 agosto 2009    | Campionati mondiali | Roma, Italia             | [ 16 ] |
| 100 m                    | 52"07    |    | Britta Steffen                                                                                      | 31 luglio 2009   | Campionati mondiali | Roma, Italia             | [ 17 ] |
| 200 m                    | 1'55"68  |    | Annika Lurz                                                                                         | 28 marzo 2007    | Campionati mondiali | Melbourne, Australia     | [ 18 ] |
| 400 m                    | 4'02"14  |    | Isabel Gose                                                                                         | 11 febbraio 2024 | Giochi olimpici     | Parigi, Francia          | [ 19 ] |
| 800 m                    | 8'16"43  |    | Sarah Köhler                                                                                        | 27 luglio 2019   | Campionati mondiali | Gwangju, Corea del Sud   |        |
| 1500 m                   | 15'41"16 |    | Isabel Gose                                                                                         | 31 luglio 2024   | Giochi olimpici     | Parigi, Francia          | [ 20 ] |
| Dorso                    |          |    | |                  |                     |                          |        |
| 50 m                     | 27"23    |    | Daniela Samulski                                                                                    | 30 luglio 2009   | Campionati mondiali | Roma, Italia             | [ 21 ] |
| 100 m                    | 59"77    | sf | Daniela Samulski                                                                                    | 27 luglio 2009   | Campionati mondiali | Roma, Italia             | [ 22 ] |
| 200 m                    | 2'07"63  |    | Lisa Graf                                                                                           | 18 giugno 2017   | Campionati tedeschi | Berlino, Germania        | [ 23 ] |
| Rana                     |          |    | |                  |                     |                          |        |
| 50 m                     | 30"10    |    | Anna Elendt                                                                                         | 26 maggio 2022   | Mare Nostrum        | Barcellona, Spagna       |        |
| 100 m                    | 1'05"58  |    | Anna Elendt                                                                                         | 31 marzo 2022    | TYR Pro Swim Series | San Antonio, Stati Uniti |        |
| 200 m                    | 2'23"54  |    | Anna Elendt                                                                                         | 4 maggio 2025    | Campionati tedeschi | Berlino, Germania        |        |
| Farfalla                 |          |    | |                  |                     |                          |        |
| 50 m                     | 25"55    |    | Angelina Köhler                                                                                     | 26 giugno 2025   | Trofeo Settecolli   | Roma, Italia             | [ 24 ] |
| 100 m                    | 56"11    | sf | Angelina Köhler                                                                                     | 11 febbraio 2024 | Campionati mondiali | Doha, Qatar              | [ 25 ] |
| 200 m                    | 2'05"26  |    | Franziska Hentke                                                                                    | 3 luglio 2015    | Open di Germania    | Essen, Germania          | [ 26 ] |
| Misti                    |          |    | |                  |                     |                          |        |
| 200 m                    | 2'11"33  |    | Alexandra Wenk                                                                                      | 7 maggio 2016    | Campionati tedeschi | Berlino, Germania        | [ 27 ] |
| 400 m                    | 4'36"10  |    | Petra Schneider                                                                                     | 1º agosto 1982   | Campionati mondiali | Guayaquil, Ecuador       |        |
| Staffette a stile libero |          |    | |                  |                     |                          |        |
| 4x100 m                  | 3'31"83  |    | Britta Steffen (52"22) Daniela Samulski (53"49) Petra Dallmann (53"75) Daniela Schreiber (52"37)    | 26 luglio 2009   | Campionati mondiali | Roma, Italia             | [ 28 ] |
| 4x200 m                  | 7'50"82  |    | Petra Dallmann (1'59"14) Daniela Samulski (1'58"27) Britta Steffen (1'57"77) Annika Liebs (1'55"64) | 3 agosto 2006    | Campionati europei  | Budapest, Ungheria       |        |
| Staffetta mista          |          |    | |                  |                     |                          |        |
| 4x100 m                  | 3'55"79  |    | Daniela Samulski (59"85) Sarah Poewe (1'06"81) Annika Mehlhorn (57"14) Britta Steffen (51"99)       | 1º agosto 2009   | Campionati mondiali | Roma, Italia             | [ 29 ] |

Legenda:  - Record del mondo;  - Record europeo;

Record non ottenuti in finale: (b) - batteria; (sf) - semifinale; (s) - staffetta prima frazione.

### Mista
| Gara                     | Tempo   | + | Atleta                                                                                         | Data          | Evento              | Luogo                | Ref    |
| ------------------------ | ------- | - | ---------------------------------------------------------------------------------------------- | ------------- | ------------------- | -------------------- | ------ |
| Staffetta a stile libero |         |   |                                                                                                |               |                     |                      |        |
| 4x100 m                  | 3'28"99 | b | Damian Wierling (49"45) Christoph Fildebrandt (49"12) Reva Foos (54"50) Annika Bruhn (53"52)   | 8 agosto 2018 | Campionati europei  | Glasgow, Regno Unito |        |
| Staffetta mista          |         |   |                                                                                                |               |                     |                      |        |
| 4x100 m                  | 3'44"13 |   | Jan-Philip Glania (53"52) Hendrik Feldwehr (59"16) Alexandra Wenk (57"21) Annika Bruhn (54"24) | 5 agosto 2015 | Campionati mondiali | Kazan', Russia       | [ 30 ] |

Legenda:  - Record del mondo;  - Record europeo;

Record non ottenuti in finale: (b) - batteria; (sf) - semifinale; (s) - staffetta prima frazione.

## Vasca corta (25m)

### Uomini
| Gara                     | Tempo    | +               | Atleta                                                                                               | Data             | Evento                        | Luogo                          | Ref    |
| ------------------------ | -------- | --------------- | --- | ---------------- | ----------------------------- | ------------------------------ | ------ |
| Stile libero             |          |                 | |                  |                               |                                |        |
| 50 m                     | 20"73    |                 | Steffen Deibler                                                                                      | 15 novembre 2009 | Coppa del Mondo               | Berlino, Germania              | [ 31 ] |
| 100 m                    | 45"91    |                 | Steffen Deibler                                                                                      | 25 ottobre 2009  | Internationales Schwimmfest   | Aquisgrana, Germania           |        |
| 200 m                    | 1'39"37  | Record mondiale | Paul Biedermann                                                                                      | 15 novembre 2009 | Coppa del Mondo               | Berlino, Germania              | [ 32 ] |
| 400 m                    | 3'32"77  |                 | Paul Biedermann                                                                                      | 14 novembre 2009 | Coppa del Mondo               | Essen, Germania                | [ 33 ] |
| 800 m                    | 7'27"99  |                 | Florian Wellbrock                                                                                    | 7 novembre 2021  | Campionati europei            | Kazan', Russia                 |        |
| 1500 m                   | 14'06"88 | Record mondiale | Florian Wellbrock                                                                                    | 21 dicembre 2021 | Campionati mondiali           | Abu Dhabi, Emirati Arabi Uniti |        |
| Dorso                    |          |                 | |                  |                               |                                |        |
| 50 m                     | 22"85    |                 | Christian Diener                                                                                     | 18 ottobre 2020  | International Swimming League | Budapest, Ungheria             |        |
| 100 m                    | 49"65    |                 | Christian Diener                                                                                     | 20 novembre 2021 | International Swimming League | Eindhoven, Paesi Bassi         |        |
| 200 m                    | 1'48"97  |                 | Christian Diener                                                                                     | 21 dicembre 2021 | Campionati mondiali           | Abu Dhabi, Emirati Arabi Uniti |        |
| Rana                     |          |                 | |                  |                               |                                |        |
| 50 m                     | 25"87    | sf              | Fabian Schwingenschlögl                                                                              | 15 dicembre 2018 | Campionati mondiali           | Hangzhou, Cina                 |        |
| 100 m                    | 56"16    |                 | Fabian Schwingenschlögl                                                                              | 28 ottobre 2021  | Coppa del Mondo               | Kazan', Russia                 |        |
| 200 m                    | 2'00"44  |                 | Marco Koch                                                                                           | 20 novembre 2016 | Campionati tedeschi           | Berlino, Germania              | [ 34 ] |
| Farfalla                 |          |                 | |                  |                               |                                |        |
| 50 m                     | 21"80    |                 | Steffen Deibler                                                                                      | 14 novembre 2009 | Coppa del Mondo               | Berlino, Germania              | [ 35 ] |
| 100 m                    | 49"06    |                 | Marius Kusch                                                                                         | 5 dicembre 2019  | Campionati europei            | Glasgow, Regno Unito           |        |
| 200 m                    | 1'51"21  |                 | Thomas Rupprath                                                                                      | 1 dicembre 2001  | Campionati tedeschi           | Rostock, Germania              |        |
| Misti                    |          |                 | |                  |                               |                                |        |
| 100 m                    | 50"66    |                 | Markus Deibler                                                                                       | 7 dicembre 2014  | Campionati mondiali           | Doha, Qatar                    | [ 36 ] |
| 200 m                    | 1'51"92  |                 | Philip Heintz                                                                                        | 31 agosto 2016   | Coppa del Mondo               | Berlino, Germania              | [ 37 ] |
| 400 m                    | 4'01"87  |                 | Marco Koch                                                                                           | 19 novembre 2015 | Campionati tedeschi           | Wuppertal, Germania            | [ 38 ] |
| Staffette a stile libero |          |                 | |                  |                               |                                |        |
| 4x50 m                   | 1'24"31  |                 | Marco di Carli (21"58) Johannes Dietrich (20"75) Stefan Herbst (21"07) Christoph Fildebrandt (20"91) | 13 dicembre 2009 | Campionati europei            | Istanbul, Turchia              | [ 39 ] |
| 4x100 m                  | 3'09"89  | b               | Marco Di Carli (47"81) Markus Deibler (46"86) Philip Heintz (47"90) Steffen Deibler (47"32)          | 3 dicembre 2014  | Campionati mondiali           | Doha, Qatar                    | [ 40 ] |
| 4x200 m                  | 6'50"43  |                 | Rafael Miroslaw (1'41"25) Kaii Winkler (1'42"32) Timo Sorgius (1'41"87) Florian Wellbrock (1'44"99)  | 13 dicembre 2024 | Campionati mondiali           | Budapest, Ungheria             |        |
| Staffette miste          |          |                 | |                  |                               |                                |        |
| 4x50 m                   | 1'31"79  |                 | Ole Braunschweig (23"09) Lucas Matzerath (25"87) Marius Kusch (21"72) Josha Salchow (21"11)          | 17 dicembre 2022 | Campionati mondiali           | Melbourne, Australia           |        |
| 4x100 m                  | 3'22"17  |                 | Christian Diener (50"01) Marco Koch (56"68) Marius Kusch (48"91) Damian Wierling (46"57)             | 16 dicembre 2018 | Campionati mondiali           | Hangzhou, Cina                 |        |

Legenda:  - Record del mondo;  - Record europeo;

Record non ottenuti in finale: (b) - batteria; (sf) - semifinale; (s) - staffetta prima frazione.

### Donne
| Gara                     | Tempo    | +              | Atleta                                                                                          | Data             | Evento                        | Luogo                 | Ref    |
| ------------------------ | -------- | -------------- | ----------------------------------------------------------------------------------------------- | ---------------- | ----------------------------- | --------------------- | ------ |
| Stile libero             |          |                |                                                                                                 |                  |                               |                       |        |
| 50 m                     | 23"74    |                | Dorothea Brandt                                                                                 | 13 dicembre 2009 | Campionati europei            | Istanbul, Turchia     | [ 41 ] |
| 100 m                    | 51"76    |                | Britta Steffen                                                                                  | 21 novembre 2009 | Campionati tedeschi a squadre | Hannover, Germania    | [ 42 ] |
| 200 m                    | 1'53"48  |                | Annika Bruhn                                                                                    | 7 dicembre 2019  | Campionati europei            | Glasgow, Regno Unito  |        |
| 400 m                    | 3'56"84  |                | Isabel Gose                                                                                     | 10 dicembre 2024 | Campionati mondiali           | Budapest, Ungheria    |        |
| 800 m                    | 8'05"42  |                | Isabel Gose                                                                                     | 11 dicembre 2024 | Campionati mondiali           | Budapest, Ungheria    |        |
| 1500 m                   | 15'18"01 | Record europeo | Sarah Köhler                                                                                    | 16 novembre 2019 | Campionati tedeschi           | Berlino, Germania     |        |
| Dorso                    |          |                |                                                                                                 |                  |                               |                       |        |
| 50 m                     | 26"21    |                | Daniela Samulski                                                                                | 14 novembre 2009 | Coppa del Mondo               | Berlino, Germania     | [ 43 ] |
| 100 m                    | 57"34    |                | Daniela Samulski                                                                                | 21 novembre 2009 | Campionati tedeschi a squadre | Hannover, Germania    | [ 44 ] |
| 200 m                    | 2'03"00  |                | Jenny Mensing                                                                                   | 6 dicembre 2009  | Campionati tedeschi a squadre | Wuppertal, Germania   |        |
| Rana                     |          |                |                                                                                                 |                  |                               |                       |        |
| 50 m                     | 29"30    |                | Anna Elendt                                                                                     | 18 dicembre 2022 | Campionati mondiali           | Melbourne, Australia  | [ 45 ] |
| 100 m                    | 1'04"05  |                | Anna Elendt                                                                                     | 15 dicembre 2022 | Campionati mondiali           | Melbourne, Australia  |        |
| 200 m                    | 2'20"41  |                | Caroline Ruhnau                                                                                 | 11 dicembre 2009 | Campionati europei            | Istanbul, Turchia     | [ 46 ] |
| Farfalla                 |          |                |                                                                                                 |                  |                               |                       |        |
| 50 m                     | 25"49    |                | Aliena Schmidtke                                                                                | 14 dicembre 2017 | Campionati europei            | Copenaghen, Danimarca |        |
| 100 m                    | 56"20    |                | Angelina Köhler                                                                                 | 18 dicembre 2022 | Campionati mondiali           | Melbourne, Australia  |        |
| 200 m                    | 2'03"01  |                | Franziska Hentke                                                                                | 4 dicembre 2015  | Campionati europei            | Netanya, Israele      | [ 47 ] |
| Misti                    |          |                |                                                                                                 |                  |                               |                       |        |
| 100 m                    | 58"93    |                | Theresa Michalak                                                                                | 24 novembre 2013 | Campionati tedeschi           | Wuppertal, Germania   | [ 48 ] |
| 200 m                    | 2'07"65  |                | Theresa Michalak                                                                                | 14 novembre 2009 | Coppa del Mondo               | Berlino, Germania     | [ 49 ] |
| 400 m                    | 4'29"46  |                | Nicole Hetzer                                                                                   | 16 dicembre 2001 | Campionati europei            | Anversa, Belgio       |        |
| Staffette a stile libero |          |                |                                                                                                 |                  |                               |                       |        |
| 4x50 m                   | 1'36"73  |                | Dorothea Brandt (24"24) Daniela Samulski (24"42) Lisa Vitting (24"20) Daniela Schreiber (23"87) | 11 dicembre 2009 | Campionati europei            | Istanbul, Turchia     | [ 50 ] |
| 4x100 m                  | 3'30"37  | b              | Nina Jazy (52"93) Nicole Maier (53"19) Nina Holt (52"07) Nele Schulze (53"15)                   | 10 dicembre 2024 | Campionati mondiali           | Budapest, Ungheria    |        |
| 4x200 m                  | 7'48"22  | b              | Isabel Gose (1'55"89) Julia Mrozinski (1'55"78) Nicole Maier (1'55"76) Nele Schulze (1'54"22)   | 12 dicembre 2024 | Campionati mondiali           | Budapest, Ungheria    |        |
| Staffette miste          |          |                |                                                                                                 |                  |                               |                       |        |
| 4x50 m                   | 1'46"53  | b              | Daniela Samulski (26"62) Janne Schäfer (29"48) Lisa Vitting (26"50) Daniela Schreiber (23"93)   | 12 dicembre 2009 | Campionati europei            | Istanbul, Turchia     | [ 51 ] |
| 4x100 m                  | 3'55"29  |                | Laura Riedemann (58"04) Jessica Steiger (1'05"08) Aliena Schmidtke (57"41) Annika Bruhn (52"90) | 16 dicembre 2018 | Campionati mondiali           | Hangzhou, Cina        |        |

Legenda:  - Record del mondo;  - Record europeo;

Record non ottenuti in finale: (b) - batteria; (sf) - semifinale; (s) - staffetta prima frazione.

### Mista
| Gara                     | Tempo   | + | Atleta | Data             | Evento              | Luogo                 | Ref    |
| ------------------------ | ------- | - | --- | ---------------- | ------------------- | --------------------- | ------ |
| Staffetta a stile libero |         |   | |                  |                     |                       |        |
| 4x50 m                   | 1'30"55 |   | Steffen Deibler (21"74) Marco Di Carli (21"11) Dorothea Brandt (23"58) Daniela Schreiber (24"12)          | 6 dicembre 2014  | Campionati mondiali | Doha, Qatar           | [ 52 ] |
| Staffetta mista          |         |   | |                  |                     |                       |        |
| 4x50 m                   | 1'39"32 |   | Christian Diener (22"94) Fabian Schwingenschlögl (25"31) Aliena Schmidtke (25"22) Jessica Steiger (24"36) | 14 dicembre 2017 | Campionati europei  | Copenaghen, Danimarca |        |

Legenda:  - Record del mondo;  - Record europeo;

Record non ottenuti in finale: (b) - batteria; (sf) - semifinale; (s) - staffetta prima frazione.